# Chiesa cattolica in Burkina Faso
La Chiesa cattolica in Burkina Faso è parte dell'universale Chiesa cattolica, in comunione con il vescovo di Roma, il papa.

## Storia
La Chiesa cattolica in Burkina Faso è stata fondata nel 1900, quando i padri Bianchi fondano le missioni di Koupéla e di Kanande, e nel 1901 quella di Ouagadougou. Nel 1921 viene eretto il vicariato apostolico di Ouagadougou e nel 1926 nasce il primo seminario regionale, da cui usciranno i primi tre sacerdoti locali, ordinati nel 1942. Data importante è il 1956, quando è eretta la diocesi di Koupéla, la prima diocesi dell'Africa orientale ex francese affidata ad un vescovo autoctono. Per due volte, nel 1980 e nel 1990, la Chiesa cattolica del Burkina Faso ricevette la visita di papa Giovanni Paolo II.

## Organizzazione ecclesiastica
La Chiesa cattolica è presente sul territorio con 3 sedi metropolitane e 12 diocesi suffraganee:
1. Arcidiocesi di Ouagadougou, da cui dipendono le diocesi di: Koudougou, Manga, Ouahigouya;
2. Arcidiocesi di Bobo-Dioulasso, da cui dipendono le diocesi di: Banfora, Dédougou, Diébougou, Gaoua, Nouna;
3. Arcidiocesi di Koupéla, da cui dipendono le diocesi di: Dori, Fada N'Gourma, Kaya, Tenkodogo.

I fedeli maroniti appartengono alla parrocchia di Nostra Signora del Libano di Tanghin-Ouagadougou, che fa capo all'eparchia dell'Annunciazione, con sede a Ibadan, in Nigeria.

## Statistiche
Nel 2019 la Chiesa cattolica del Burkina Faso contava:
- parrocchie;
- 1102 preti;
- 484 seminaristi maggiori e 96 candidati al seminario propedeutico;
- 1402 consacrate religiose;
- 282 religiosi;
- 46 novizi alla prima professione nel 2018;
- 69 novizie alla prima professione nel 2018;
- 7500 circa catechisti a tempo pieno;
- 261 istituti scolastici;
- 5 università;

La popolazione cattolica ammontava a poco più di 4.000.000 fedeli, il 22% della popolazione.
Secondo il report intitolato Persecuted and Forgotten? A Report on Christians oppressed for their Faith 2022-24, che il 22 ottobre 2024 è stato presentato dalla fondazione pontificia "Aiuto alla Chiesa che Soffre" al Parlamento britannico, al giugno 2024 un abitante su dieci ha dovuto cambiare residenza a causa della persecuzione religiosa. Il report ha analizzato i dati di 18 Paesi-chiave nel periodo compreso tra l’agosto 2022 e il giugno 2024.

## Nunziatura apostolica
La nunziatura apostolica dell'Alto Volta è stata istituita nel 1973, e nel 1984 ha assunto il nome di nunziatura del Burkina Faso. Il nunzio apostolico del Burkina, la cui sede si trova nella città di Ouagadougou, ha anche la carica di nunzio apostolico in Niger.

### Pro-nunzi apostolici
- Giovanni Mariani † (17 ottobre 1973 - 11 gennaio 1975 nominato nunzio apostolico in Venezuela)
- Luigi Barbarito † (5 aprile 1975 - 10 giugno 1978 nominato pro-nunzio apostolico in Australia)
- Luigi Dossena † (24 ottobre 1978 - 8 settembre 1979 dimesso)
- Justo Mullor García † (2 maggio 1979 - 3 maggio 1985 nominato osservatore permanente della Santa Sede presso l'Ufficio delle Nazioni Unite ed Istituzioni specializzate a Ginevra)
- Antonio Mattiazzo (16 novembre 1985 - 5 luglio 1989 nominato arcivescovo, titolo personale, di Padova)
- Janusz Bolonek † (18 novembre 1989 - 23 gennaio 1995 nominato nunzio apostolico in Romania)

### Nunzi apostolici
- Luigi Ventura (25 marzo 1995 - 25 marzo 1999 nominato nunzio apostolico in Cile)
- Mario Zenari (24 luglio 1999 - 10 maggio 2004 nominato nunzio apostolico in Sri Lanka)
- Mario Roberto Cassari † (31 luglio 2004 - 12 giugno 2007 nominato nunzio apostolico in Croazia)
- Vito Rallo (12 giugno 2007 - 15 gennaio 2015)
- Piergiorgio Bertoldi (24 aprile 2015 - 19 marzo 2019 nominato nunzio apostolico in Mozambico)
- Michael Francis Crotty (1º febbraio 2020 - 16 luglio 2024 nominato nunzio apostolico in Nigeria)
- Giancarlo Dellagiovanna (15 marzo 2025 - ?)
- Eric Soviguidi, dal 15 agosto 2025

## Conferenza episcopale
L'episcopato locale fa parte della  Conferenza episcopale di Burkina-Niger (Conférence episcopale du Burkina-Niger, CEBN). I suoi scopi sono di coordinare e rendere dinamiche le attività pastorali della chiesa cattolica nelle nazioni del Burkina Faso e del Niger per il bene dei fedeli (articolo 1 degli Statuti), e di favorire la condivisione di mezzi e persone per una presa in carico comune della missione evangelizzatrice della chiesa nei due Paesi (articolo 2).
Per svolgere questi compiti, la Conferenza si è dotata dei seguenti organismi: l'assemblea plenaria, il consiglio permanente, il consiglio episcopale per gli affari economici, la segreteria generale, e diversi organismi minori quali le commissioni, i segretariati e i comitati tecnici.
La CEBN è membro della Regional Episcopal Conference of West Africa (RECOWA) e del Symposium of Episcopal Conferences of Africa and Madagascar (SECAM).
Elenco dei presidenti della Conferenza episcopale:
- Paul Zoungrana, cardinale, arcivescovo di Ouagadougou (1970 - 1976)
- Dieudonné Yougbaré, arcivescovo di Koupéla (1976 - 1982)
- Anselme Titianma Sanon, arcivescovo di Bobo-Dioulasso (1982 - 1988)
- Jean-Marie Untaani Compaoré, vescovo di Fada N'Gourma (1988 - 1995)
- Jean-Baptiste Somé, vescovo di Diébougou (1995 - 2001)
- Philippe Nakellentuba Ouédraogo, vescovo di Ouahigouya (2001 - maggio 2007)
- Séraphin François Rouamba, arcivescovo di Koupéla (maggio 2007 - novembre 2013)
- Paul Yembuado Ouédraogo, arcivescovo di Bobo-Dioulasso (2013 - 14 giugno 2019)
- Laurent Birfuoré Dabiré, vescovo di Dori poi arcivescovo di Bobo-Dioulasso, dal 14 giugno 2019

Elenco dei vicepresidenti della Conferenza episcopale:
- Joachim Hermenegilde Ouédraogo, Koudougou (14 giugno 2013 - 14 giugno 2019)
- Gabriel Sayaogo, arcivescovo di Koupéla, dal 14 giugno 2019